# Raimundo de Moura Britto
Raimundo de Moura Britto   (Natal, 20 de setembre de 1909 - Rio de Janeiro, 6 de gener de 1988) va ser un metge i polític brasiler. Va ser Ministre de Salut en el govern d'Humberto de Alencar Castelo Branco.

## Biografia
Era fill de Francisco Xavier Pereira de Brito i d'Áurea de Moura Brito, i es va casar amb Inês Félix Pacheco de Brito (Inesita). El 1934 es va graduar en l'antiga Facultat Nacional de Medicina (UFRJ), especialitzant-se en cardiologia i cirurgia cardiovascular. Va publicar prop de 280 títols entre treballs científics, conferències, comunicacions i llibres.
Entre 1947 i 1951 va assumir la direcció de l'Hospital dels Servidors de l'Estat. El 1954 passa a dirigir l'Institut de la Seguretat Social i Assistència dels Servidors de l'Estat. L'octubre de 1962 és elegit diputat estatal per l'extint Estat de Guanabara, per la Unió Democràtica Nacional. El 15 d'abril de 1964 va assumir el Ministeri de Salut, romanent-hi fins al 15 de març de 1967, al termini del govern Castelo Branco. Retornant a la iniciativa privada, va ser rector de l'Hospital de Clíniques, a Rio de Janeiro.

## Honors
Va ser elegit membre de l'Acadèmia Nacional de Medicina el 1955, succeint Pedro Maria de Moura. L'any 1965 va ser agraciat amb la Gran Creu de l'Orde de l'Infant Dom Henrique, de Portugal.